# جون هيمينغ
جون هيمينغ (بالإنجليزية: John Hemming) هو سياسي بريطاني، ولد في 16 مارس 1960 ببرمنغهام في المملكة المتحدة. حزبياً، نشط في الديمقراطيون الليبراليون. وقد في الانتخابات العامة في المملكة المتحدة 2005، انتخب عضو برلمان المملكة المتحدة الـ54 عن دائرة برمنغهام، ياردلي وقد انضم خلال فترته النيابية ‏ (5 مايو 2005 – 12 أبريل 2010)  للكتلة البرلمانية الديمقراطيون الليبراليون وفي انتخابات المملكة المتحدة لعام 2010، انتخب عضو برلمان المملكة المتحدة الـ55 عن دائرة برمنغهام، ياردلي وقد انضم خلال فترته النيابية ‏ (6 مايو 2010 – 30 مارس 2015)  للكتلة البرلمانية الديمقراطيون الليبراليون.